# Индийско-молдавские отношения
Индийско-молдавские отношения — двусторонние дипломатические отношения между Индией и Молдовой. Государства являются членами Организации Объединённых Наций.

## История
28 декабря 1991 года Индия признала независимость Молдовы, а 20 марта 1992 года государства установили официальные дипломатические отношения. В марте 1993 года президент Республики Молдова Мирча Снегур осуществил государственный визит в Индию.
27 августа 2015 года президент Индии Пранаб Кумар Мукерджи поздравил Молдову с Днём независимости.

## Торговля
Государства предпринимают шаги по углублению связей, которые пока остаются на скромном уровне. Поддерживают друг друга на многих международных платформах, в том числе в Организации Объединённых Наций. В 2012—2013 годах объём товарооборота между государствами составлял сумму 9,63 млн долларов США (экспорт Индии в Молдову — 8,94 млн долларов США, импорт из Молдовы — 0,69 млн долларов США). В 2011—2012 годах объём товарооборота между государствами составлял сумму 8 миллионов долларов США (экспорт Индии в Молдову составил 7,5 миллиона долларов США, а импорт из Молдовы — 0,5 миллиона долларов США).

## Дипломатические представительства
- Интересы Индии в Молдове представлены через посольство в Бухаресте (Румыния)[4].
- Молдова имеет посольство в Нью-Дели[5][6].